# Tabuk (grad)
Tabuk (arapski: تبوك (Tabūk)) je glavni grad istoimene pokrajine u Saudijskoj Arabiji. Smješten je u sjeverozapadnom dijelu zemlje i ima oko 440.000 stanovnika.
Godine 500. pr. Kr. Tabuk je zajedno s Al Olom bio glavni grad Al Ayaneyeana. U vrijeme proroka Muhameda oko Tabuka se vodila jedna od bitki iz islamskih legendi. Tabuk ima brojne spomenike kao što su npr. stare džamije, zidine oko grada i Hejazova željeznica koja datira još iz osmanskog razdoblja.
Klima Tabuka je pustinjsko kontinentalna koju karakteriziraju vruća ljeta i vrlo blage zime. Temperature se ljeti kreću između 26-46 °C, a zimi između 4-18 °C. Kiša pada u zimskim mjesecima od studenog do ožujka, a količina oborina je u prosjeku 50-150 mm, dok snijeg pada u razmaku od 3-4 godine.